# Gourdou-Leseurre GL-810 HY
Le Gourdou-Leseurre GL-810 est un hydravion à flotteurs triplace d'observation embarqué. Il effectue son premier vol le 23 septembre 1930. 24 exemplaires seront construits pour l'Aéronautique navale française.

## Conception et développement
L'appareil prototype a été conçu et réalisé par le constructeur aéronautique français Gourdou-Leseurre. C'est un monoplan à aile basse et flotteurs. Le fuselage est en tubes d'acier entoilés, l'aile est en bois. Conçu en 1926, il est appelé L-2 et servira aux essais.

### Caractéristiques générales
On peut parler d'une série GL 810, avec les caractéristiques de départ suivantes :
- motorisation assurée par un Gnome et Rhône Jupiter 9 Aa, sous licence Bristol, 9 cylindres en simple étoile refroidi par air de 420 ch[1],
- hélice tractive bipale Leseurre en bois à pas fixe.
- ailes à profil semi-épais, construites en bois revêtu de toile et ailerons longs et profonds, démontables en cinq minutes.
- empennage vertical à dessin caractéristique, signe de la majorité des productions de cette marque à destination de la Marine : deux dérives triangulaires situées respectivement au-dessus et au-dessous de la cellule, encadrant l'empennage horizontal.

### Série développée
Il sera suivi d'une série d'hydravions embarqués. 
- GL-811 HY : 1er vol le 18 mars 1932, produit à 20 exemplaires. Doté d'ailes repliables.
- GL-812 HY : 1er vol le 29 novembre 1933, produit à 29 exemplaires.
- GL-813 HY : 1er vol le 22 octobre 1934, produit à 13 exemplaires.
- GL-820 HY : 1er vol le 13 mai 1935, 1 seul exemplaire produit. Plan AR vertical arrondi, moteur Hispano-Suiza 9Vb de 730 ch, 1 mitrailleuse Darne de 7,5 mm dans l'aile droite et 2 Lewis mobiles arrières, 300 kg de bombes[3].
- GL-821 HY torpilleur : 1er vol 28 janvier 1936, 1 seul exemplaire produit. Moteur Gnome & Rhône 9Kfr de 750 ch, 1 mitrailleuse Darne de 7,5 mm dans l'aile droite et 2 Lewis mobiles arrières, 1 torpille[4].

La suite de la série diffère du modèle de base GL-810. 
- Le GL-821 HY O2 : 1er vol en octobre 1937. Il présente une cabine fermée et une hélice tripale[5]. Il emporte 300 kg de bombes.

## Histoire opérationnelle
Le premier vol  eut lieu sur la Seine, à Saint-Maur-des-Fossés, lieu de sa fabrication. Il partit ensuite pour la CEPA, afin d'effectuer ses tests officiels, passés sans difficulté particulière. Aussitôt ceux-ci terminés, il fut utilisé pour des démonstrations, y compris dans les pays nordiques et sera réformé en 1928, non sans avoir été commandé en 6 exemplaires par la Marine. Ils prirent l'appellation L-3, pour cause de nouveau moteur, de la même marque et de même architecture, devenu un 9 Ac de 420 ch, et de différents renforcements à base de longerons en acier, ceux-ci amenant également une capacité à être catapulté.

## Aviation embarquée
Le GL-810 est embarqué sur des avisos coloniaux de la classe Bougainville tel le Rigault de Genouilly. Il équipe le premier transport d'hydravions Commandant Teste.

## Sources